# Craugastor campbelli
Craugastor campbelli là một loài ếch thuộc họ Craugastoridae.
Đây là loài đặc hữu của Guatemala.
Môi trường sống tự nhiên của chúng là rừng ẩm vùng đất thấp nhiệt đới hoặc cận nhiệt đới.